# Wyandotte (Oklahoma)
Wyandotte és un poble dels Estats Units a l'estat d'Oklahoma. Segons el cens del 2000 tenia 363 habitants.

## Demografia
Segons el cens del 2000, Wyandotte tenia 363 habitants, 128 habitatges, i 93 famílies. La densitat de població era de 286 habitants per km².
Dels 128 habitatges en un 39,8% hi vivien nens de menys de 18 anys, en un 53,1% hi vivien parelles casades, en un 12,5% dones solteres, i en un 27,3% no eren unitats familiars. En el 25% dels habitatges hi vivien persones soles el 17,2% de les quals corresponia a persones de 65 anys o més que vivien soles. El nombre mitjà de persones vivint en cada habitatge era de 2,84 i el nombre mitjà de persones que vivien en cada família era de 3,39.
Per edats la població es repartia de la següent manera: un 35,5% tenia menys de 18 anys, un 5,2% entre 18 i 24, un 24,8% entre 25 i 44, un 20,7% de 45 a 60 i un 13,8% 65 anys o més.
L'edat mediana era de 32 anys. Per cada 100 dones de 18 o més anys hi havia 87,2 homes.
La renda mediana per habitatge era de 23.281 $ i la renda mediana per família de 27.321 $. Els homes tenien una renda mediana de 25.938 $ mentre que les dones 15.625 $. La renda per capita de la població era de 10.315 $. Entorn del 17,2% de les famílies i el 22,8% de la població estaven per davall del llindar de pobresa.

## Poblacions més properes
El següent diagrama mostra les poblacions més properes.